# 项襄
项襄（前3世纪—前170年），即桃安侯劉襄，西汉初期列侯。
项襄是項羽親属，漢二年（前205年）在定陶被穎陰侯灌嬰所俘，以客将的身份随從灌嬰征伐。漢高祖十一年（前196年）担任大謁者，随从刘邦攻打英布，漢高祖十二年（前196年）三月丁巳，被封为桃侯，并被赐姓刘氏，食邑千戶，官至淮南太守。汉惠帝七年（前188年）因为有罪免爵。高后二年（前186年）再封桃侯，在位十六年，汉文帝十年（前170年）薨。其子刘舍，在汉景帝时官至丞相。